# Mohamed Chafik (schrijver)
Mohamed Chafik (in Berber: ⵎⵓⵃⵎⵎⴰⴷ ⵛⴰⴼⵉⵇ) (17 september 1926) is een Marokkaans geschiedkundige, schrijver en specialist in de Berberse of Amazigh taal, literatuur, cultuur en geschiedenis. Chafik publiceerde in 1987 een werk over de Berberse geschiedenis in 33 delen en stelde een Berbers-Arabisch woordenboek samen van drie delen. Hij is een van de leidende figuren in de Berberse beweging. Een van zijn centrale stellingen is, dat de Berbers in het nabije Oosten het verschil maken tussen de Maghreb mentaliteit en de Arabische mentaliteit.

## Levensloop
Chafik studeerde geschiedenis en was in 1944 een van de organisatoren van de studentenstakingen die het manifest voor onafhankelijkheid steunden, toen de Parti de l'Istiqlal voor het eerst de onafhankelijkheid van het land opeiste. Hij werd gedurende enkele dagen gevangengezet en verboden zijn studie te vervolgen of een openbare functie te bekleden.
Hij omzeilde dit verbod door contact op te nemen met een oud-leraar van zijn school in Azrou en onderwijsinspecteur, die hem ondanks het verbod een baan aanbood als plaatsvervangend onderwijzer. Hij studeerde ondertussen van 1947 tot 1955 aan het Institut des Hautes Études Marocaines in Rabat. Hij studeerde af in klassiek Arabisch en behaalde een certificaat in het Berbers, een mastertitel in geschiedenis en een onderwijsvergunning.
Vanaf 1968 werkte hij op het gebied van onderwijs voor de Marokkaanse regering en tussen 1970 en 1972 was hij onderstaatssecretaris voor secundair, technisch en hoger onderwijs. Vervolgens werd hij in 1972 secretaris van de premier en trad hij kort daarop toe tot het kabinet waar hij aanbleef tot 1976.
Vervolgens werd hij in 1976 directeur van het Collège royal, waar op dat moment de latere koning Mohammed VI zijn studie volgde. Koning Hassan II benoemde hem vervolgens in 1980 tot lid van de koninklijke academie van Marokko.
Chafik deed veel onderzoek naar de Berberse taal, cultuur en geschiedenis en publiceerde in 1987 een werk over de Berberse geschiedenis in 33 delen. In 2000 bracht hij een woordenboek Arabisch-Berbers uit in drie delen. In ditzelfde jaar ondertekende hij ook als eerste het Berbers-manifest, dat van de Marokkaanse regering eiste het Berbers te erkennen als een officiële Marokkaanse taal.
Koning Mohammed VI benoemde hem in 2001 tot eerste directeur van het nieuw-opgerichte IRCAM (Institut Royal de la Culture Amazighe; Koninklijk Instituut van de Amazigh Cultuur). Het Berbers werd in 2011 als officiële taal erkend.

## Erkenning
- In 1972 werd Chafik benoemd tot ridder in de Franse Orde van de Academische Palmen.
- In 2002 werd hij gelauwerd met de Grote Prins Claus Prijs als erkenning voor zijn levenslange werk en wat hij daarmee bereikt heeft voor de culturele diversiteit en gelijkheid in Marokko.[2]